# Pau de Perpinyà
Pau de Perpinyà, el Benaurat (Rosselló?, s. XV - Perpinyà, 1458) fou un frare franciscà, del convent de Sant Francesc de Perpinyà. Fou venerat en l'orde franciscà i el seu nom figura com a servent de Déu i benaurat en martirologis i santorals fins al segle xix, però el seu culte caigué en l'oblit.

## Biografia
No se'n coneix res de la vida, llevat que es va doctorar en Teologia i que ingressà com a franciscà al convent de Sant Francesc de Perpinyà, on destacà per la seva vida virtuosa i per la seva tasca com a confessor. Se li confessà una dona que estava amistançada amb un home casat i el frare aconseguí que la dona se'n penedís i volgués deixar el seu amant. Aquest, que era una persona violenta, en veure que havia perdut la seva amant, anà a cercar el franciscà i el trobà pregant davant l'altar de la Mare de Déu. D'un cop d'espasa, li partí el cap en dos i el matà, en 1458.
Al martirologi franciscà figurava el 12 de gener: Perpiniani beati Pauli martyris...

## Veneració
Des de llavors fou venerat com a màrtir, amb el títol de servent de Déu, venerable i fins i tot, segons Coll, sant. El culte es mantingué fins a la Revolució francesa, que la comunitat desaparegué. A l'altar on morí, de la Mare de Déu del Consol, es conservaven les taques de sang produïdes durant l'atac del soldat, i se'n deia que per més que es volguessin rentar, no marxaven o tornaven a sortir. Sebollit al convent, el seu cos s'hi servà incorrupte i se li atribuïren diversos miracles. Fou venerat popularment i, per evitar el destorb de les visites dins l'església, el seu cos fou traslladat al claustre, on continuà rebent veneració. Els tumults de la Revolució francesa destruïen el convent i la tomba i les restes desaparegueren; amb el temps, el culte caigé en l'oblit.